# Linzer Zeitung
Die Linzer Zeitung ist eine österreichische Zeitschrift mit Redaktionssitz in Linz. Mit ihrem Ersterscheinungsdatum im Jahr 1676 ist sie das zweitälteste nach wie vor publizierte Printmedium der Welt. Im Jahr 1926 wurde die aktuelle Bezeichnung Amtliche Linzer Zeitung eingeführt.

## Geschichte
Die älteste handschriftliche „Neue Zeitung“ Oberösterreichs stammt aus dem Jahr 1540 und befindet sich im Freistädter Stadtarchiv. Die ersten Zeitungsdrucke des Landes erfolgten  allerdings in der Landeshauptstadt Linz.
Der aus Erfurt stammende Drucker Johann Planck (auch Johann Blanck oder Hans Planck genannt) bekam am 13. Februar 1615 die erste Druckereikonzession in Oberösterreich. Um seine finanzielle Lage zu verbessern, wollte Planck durch den Druck von Zeitungen dazuverdienen. Sein entsprechendes Ansuchen wurde von den oberösterreichischen Ständen am 17. September 1615 aber abgewiesen.
Den nächsten Versuch unternahm der Linzer Buchdrucker Crispinus Voytlender, der am 16. Juli 1630 einen Brief an Bürgermeister, Richter und Rat der Stadt Enns schrieb. Darin teilte er mit, dass ihm „unlängst von der löblichen Landeshauptmannschaft vergunnt und bewilligt worden, die wöchentlich Ordinari Zeitungen im Druck zu verfertigen“. Er bat die erwähnten Amtsträger um Abonnierung des Produkts und sandte 30 Exemplare zur Ansicht mit. Die Existenz dieser Ordinari Zeitung wird noch durch drei Rechnungsbelege der Stadtkammer Freistadt aus dem Jahr 1630 dokumentiert. Obwohl sich die Reihe der in Linz ansässigen Drucker belegen lässt, fehlen in der Folgezeit aber Exemplare dieser Zeitschrift, was auf die Kriegswirren der damaligen Zeit, die schlechte Papierqualität, das geringe dokumentarische Interesse und die niedrigen Druckauflagen zurückgeführt werden kann.

### 1676 bis 1925

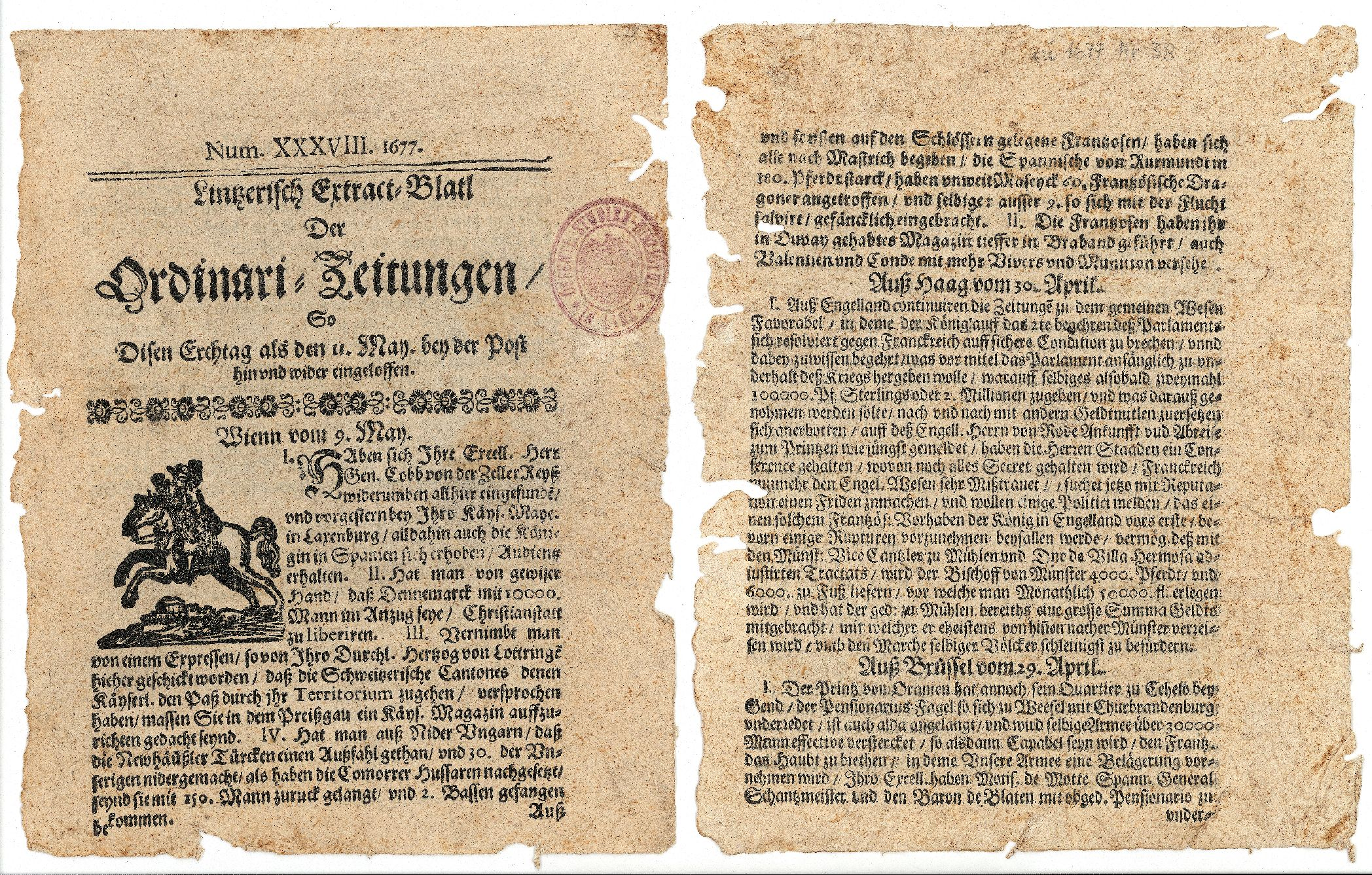
Ältestes vollständig erhaltenes Blatt der Linzer Zeitung vom 11. Mai 1677 (OÖ. Landesbibliothek)

Im Jahr 1674 wanderte Hanns Jakob Mayr aus Kempten im Allgäu nach Linz und wurde am 14. September als Buchdrucker aufgenommen. Der bestehenden Druckerei von Caspar Freyschmid machte er mit der Gründung einer zweiten Buchdruckerei in Linz Konkurrenz. Ende 1675 erhielt er von der Landeshauptmannschaft die Erlaubnis, die bis dahin nur handgeschriebenen Informationsblätter zu drucken. Anfang 1676 dürfte Mayr mit dem Druck der Linzer Zeitung begonnen haben, womit aktuell 1676 als deren Gründungsjahr gilt. Die Linzer Zeitung ist damit nach dem Haarlems Dagblad das zweitälteste gegenwärtig noch existierende Periodikum der Welt, und sie ist weltweit das amtliche Printmedium mit der längsten Historie.
Das Lintzerisch Extract-Blatl Der Ordinari-Zeitungen informierte seit dem 17. Jh. zweimal wöchentlich ihre Leser primär mit sogenannten Postnachrichten aus Wien, München oder Frankfurt, in denen die wichtigsten Ereignisse der damaligen Welt zusammengefasst waren. Mit dem kaiserlichen Privileg ab 1694 und den strengen Zensurvorschriften wandelte sich die Linzer Zeitung zu einer Hofzeitung mit Amtsblattcharakter.
Um die Jahreswende 1701 eröffnete der Steyrer Franz Zachäus Auinger den dritten Druckereibetrieb in Linz und erwarb gleichzeitig das Recht, die Linzer Zeitung herzustellen. Die Druckerei Auinger brachte die Linzer Zeitung durchgehend 112 Jahre lang heraus.
Im Jahr 1803 erhielt die Zeitung den neuen Namen Linzer Zeitung und 1814 die neue Gliederung in Hauptblatt, Amtsblatt und ein Intelligenzblatt. Der erste Abschnitt berichtete von Ereignissen im In- und Ausland, der zweite Abschnitt diente zur Veröffentlichung von Gesetzen und Verordnungen der Landesregierung, im dritten Teil wurden wirtschaftliche oder private Anzeigen geschaltet.
Im Jahr 1815 erhielt Friedrich Emanuel Eurich eine fünfte Druckereiberechtigung für Linz. Dem Protest der ansässigen Drucker entkräfteten die Behörden mit dem Argument, dass Linz nach dem Anschluss des Innviertels an Oberösterreich durchaus eine fünfte Druckerei vertragen könne, überdies habe sich Eurich während der Franosenkrieg ausgezeichnet verhalten und verdiene daher besondere Förderung. Die Eurich'sche Druckerei verlegte die Linzer Zeitung insgesamt 65 Jahre lang.
Nach dem Revolutionsjahr 1848 bekam die Linzer Zeitung neben der Pressefreiheit auch ihren bislang berühmtesten Redakteur: Adalbert Stifter, der schon vorher politische Leitartikel verfasst hatte, übernahm als Pressereferent des Landeshauptmannes kurzfristig, vom Frühjahr bis zum Oktober 1849, die Schriftleitung des Blattes und war dann bis zu seinem Tod freier Mitarbeiter.
Ferdinand Krackowitzer, der erste Direktor des Oberösterreichischen Landesarchivs, schreibt in seinem handschriftlichen Gedenkbuch, dass Anton Ferdinand Ritter von Schwabenau, k. k. Kreiscommissär und Präses des Oberösterreichischen Musealvereins von 1863–1869, noch nach seiner Pensionierung äußerst seltene, alte Jahrgänge der Linzer Zeitung in die Papierstampf sendete.

### Amtliche Linzer Zeitung
1926 wurde die Zeitung offizielles Amtsblatt der oö. Landesregierung mit dem Namen Amtliche Linzer Zeitung. Obwohl es ein Amtsblatt für das ganze Land Oberösterreich ist, behielt man den traditionellen Titel bei. Um aber Missverständnisse zu vermeiden, wurde 1931 der Zusatz „Amtsblatt für Oberösterreich“ angefügt.

### Kopftitel

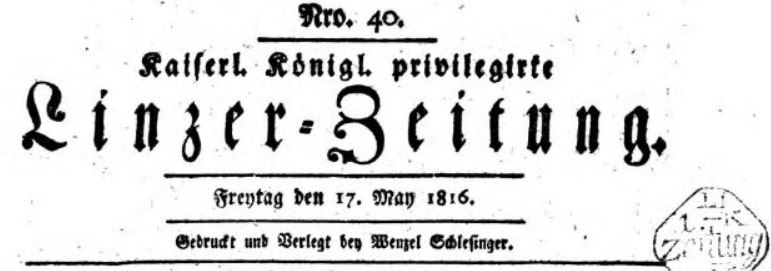
Kopftitel der Linzer Zeitung vom 17. Mai 1816

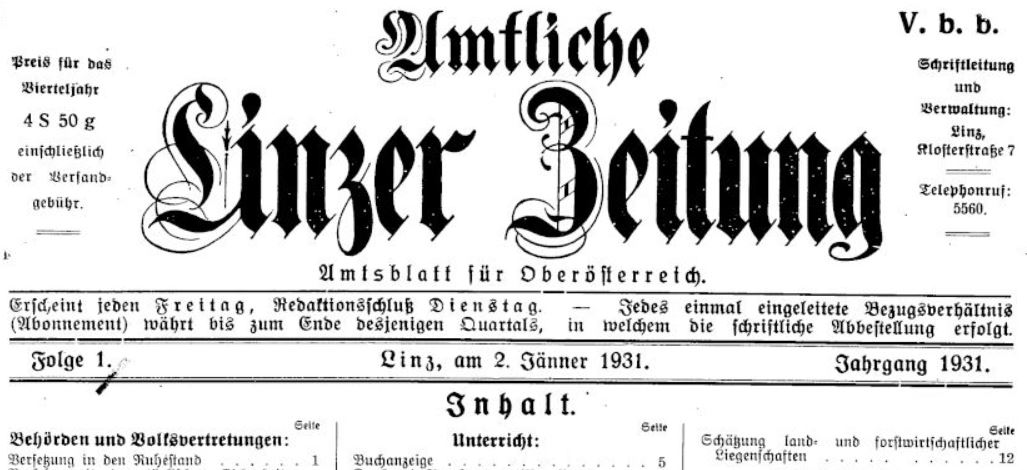
Kopftitel der Linzer Zeitung vom 2. Jänner 1931

Die Kopftitel spiegeln die Stellung der Linzer Zeitung als auch einige wichtige geschichtliche Ereignisse wider.
Der Kopftitel von 1677 verdeutlicht, dass die Linzer Zeitung ihre Informationen hauptsächlich von einer anderen, damals bedeutsameren Zeitschrift bezieht, nämlich den Wiener Ordinari-Zeitungen. Diese Nachrichten wurden für den oberösterreichischen Leserkreis zugeschnitten (extrahiert) und mit lokalen Informationen ergänzt.
Das kaiserliche Privilegium von 1694 bedeutete eine Aufwertung der Linzer Zeitung, zugleich aber auch die Unterwerfung unter die strenge kaiserliche Zensur.
Nach der Schlacht bei Ebelsberg am 3. Mai 1809 musste die Linzer Zeitung kurzfristig pausieren. Am 22. Mai erschien die nächste Ausgabe der Linzer Zeitung mit geändertem Untertitel, nämlich mit Approbation des napoleonischen Gouverneurs anstatt des Kaisers. Die diktierten Berichte rühmten den französischen Herrscher: „Die Siege Napoleons des Großen sind nicht nur das Wunder und der Stolz des Jahrhunderts, sie sind auch das Glück und die Wohltat der Nationen“.
Im Jahr 1860, also 12 Jahre nach dem ersten Patent zur Pressefreiheit im Revolutionsjahr 1848, aber noch vor der endgültigen Abschaffung der Zensur im Jahr 1867, entfiel der Untertitel mit dem Verweis auf das kaiserliche Privileg.
Mit dem Anschluss ans nationalsozialistische Deutschland wurde der Begriff Oberösterreich durch Oberdonau ersetzt.
Die 1946 gewählte Bezeichnung ist der Kopftitel, der sich in der bald 400-jährigen Geschichte der Zeitschrift die längste Zeit über unverändert erhielt.
Die Kopftitel im Einzelnen:
- 1630 Ordinari Zeitungen (Bewilligung der Landeshauptmannschaft)
- 1677 Lintzerisch Extract-Blatl Der Ordinari-Zeitungen (Bewilligung der Landeshauptmannschaft)
- 1694 Lintzer: Montags(Freytags) Ordinari-Zeitungen (Cum speciali Gratia & Privilegio Sac. Cae. Maj.)
- 1707 Lintzer: Montags(Freytags) Ordinari-Zeitung (Mit Röm. Kays. Majest. allergnädigstem Privilegio)
- 1737 Lintzerische Montags(Freytags) Ordinari-Zeitung (Mit Röm. Kayserl. Majestät. Allergnädigster Freyheit)
- 1758 Lintzerische Montags(Freytags) Ordinari-Zeitung (Mit lh. Römisch-Kaiserl. auch zu Hungarn und Böheim König!. Apostol. Majestät Allergnädigster Freyheit)
- 1772 Linzerische Montags(Freytags) Ordinari-Zeitung (Mit lh. Römisch-Kaiserl. auch zu Hungarn und Böheim Königl. Apostol. Majestät Allergnädigster Freyheit)
- 1803 Linzer-Zeitung (Mit k. k. allergnädigster Freyheit)
- 1809 Linzer-Zeitung (Mit Approbation Seiner Exzellenz des Herrn Gouverneurs von Linz und Oberösterreich)
- 1810 Linzer Zeitung (Mit k. k. allergnädigster Freyheit)
- (1815?) Kaiserl. Königl. privilegirte Linzer-Zeitung
- 1821 Kaiserlich Königlich privilegirte Linzer-Zeitung
- 1860 Linzer-Zeitung
- 1870 Linzer Zeitung
- 1927 Amtliche Linzer Zeitung
- 1931 Amtliche Linzer Zeitung. Amtsblatt für Oberösterreich
- 1938 (ab 5. August) Amtliche Linzer Zeitung. Amtsblatt für Oberdonau
- 1940 (ab 3. Mai) Öffentlicher Anzeiger (ehemals Amtliche Linzer Zeitung)
- 1945 Oberösterreichisches Amtsblatt
- seit 1946: Amtliche Linzer Zeitung. Amtsblatt für Oberösterreich

### Drucker / Herausgeber
Die ersten Linzer Drucker:
- 1615–1626 Johann Planck
- 1630–1634 Crispinus Voytlender, erster Herausgeber von Ordinari Zeitungen in Linz
- 1634–1640 Johann Paltauf, ab 1640 der erste Buchdrucker in Klagenfurt
- 1640–1641 Gregor Kürner
- 1641–1649 Maria Kürner, dessen Witwe[13]
- 1649–1670 Ulrich Kürner, deren Sohn[13]
- 1670–1671 Maria Elisabeth Kürner, dessen Witwe[13]
- 1671–1674 Caspar Freyschmid[14] (Kaspar Freischmied), deren Gatte

Liste der nachweislichen Verleger der Linzer Zeitung:
- 1674–1678 Hans Jakob Mayr, Gründer des zweiten Druckereibetriebes in Linz
- 1678–1682 die Witwe von Hanns Jakob Mayr
- 1683–1701 Johann Rädlmayr (Johann Radlmayr)
- 1702–1730 Franz Zachäus Auinger, Gründer des dritten Druckereibetriebes in Linz
- 1730–1779 Johann Adam Auinger
- 1779–1814 Franz Xaver Auinger
- 1815–1818 Wenzel Schlesinger
- 1819–1851 Friedrich Emanuel Eurich, Gründer des fünften Druckereibetriebes in Linz
- 1851–1864 Alexander Eurich, Ferdinand Eurich, Barbara Eurich
- 1864–1881 Alexander Eurich
- 1881–1884 Kinder von Alexander Eurich
- 1884–1896 Jos. Feichtingers Erben: Viktor Ritter von Drouot
- 1896–1898 Eurichsche Druckerei: Eduard Werner
- 1898–1906 Mareis
- 1906–1918 Linzer Zentraldruckerei
- 1918–1926 Katholischer Preßverein der Diözese Linz
- seit 1926 Druckerei des Amtes der oö. Landesregierung

## Erhaltene Exemplare

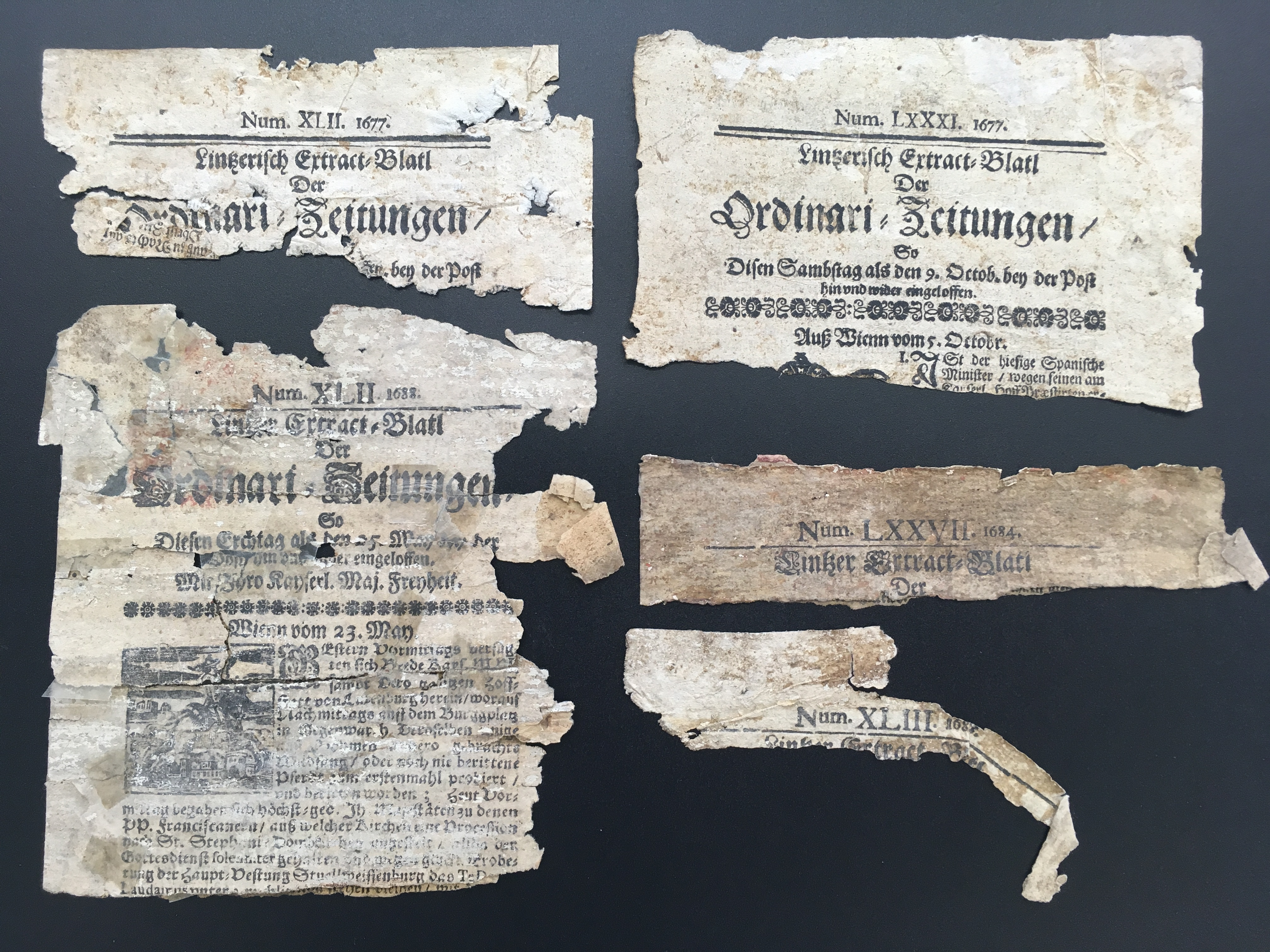
Fragmente aus den Jahren 1677, 1684 und 1688 in der OÖ. Landesbibliothek

Das älteste erhaltene Exemplar ist die Ausgabe Nr. 38 (XXXVIII) vom 11. Mai 1677 und befindet sich in der Oberösterreichischen Landesbibliothek. Diese Ausgabe enthält Nachrichten aus Wien vom 9. Mai, aus Strassburg vom 4. Mai, aus Köln vom 2. Mai, aus Lüttich und Haag vom 30. April, aus Brüssel vom 29. April und aus Kopenhagen vom 22. April. Die Datierung der Notizen lässt auch einen Rückschluss auf die Geschwindigkeit der Nachrichtenverbreitung zur damaligen Zeit zu.
Sogenannte Zeitungs-Inkunabeln alter Linzer Zeitungen aus dem 17. Jh. haben sich nur in drei Archiven erhalten. Vielfach handelt es sich dabei um „Buchdeckelfunde“, denn die Buchbinder verwendeten alte Zeitungen, Briefe, Kalender und Akten zur Erzeugung von Buchdeckeln. Einzelne Blätter oder Bruchstücke befinden sich in der Oberösterreichischen Landesbibliothek aus der Zeit von 1677–1690, im Stadtarchiv Freistadt von 1680–1694 (seit 1949 im Oberösterreichischen Landesarchiv) und in den Städtischen Sammlungen in Linz aus dem Jahr 1683. Ganze Blätter sind aus den Jahren 1677–1680, 1684–1685, 1687 und 1693–1694 erhalten.
Ab 1700 gibt es zahlreichere erhaltene Exemplare, auch außerhalb von Oberösterreich.